# NGC 6188
NGC 6188 è una nebulosa a emissione situata nella costellazione dell'Altare, a 4000 anni luce di distanza dalla Terra.
La nebulosa è associata con l'ammasso aperto NGC 6193, in particolare le stelle HD 150135 e HD 150136, che fanno parte dell'associazione OB Ara, sono la fonte che eccita il gas della nebulosa.
L'oggetto è stato scoperto da John Herschel nel 1836 usando un telescopio di 18,36 pollici.